# Orchestra Sinfonica di Praga
L'Orchestra sinfonica di Praga (in ceco Symfonický orchestr hlavního města Prahy FOK) venne fondata a Praga nel 1934 da Rudolf Pekárek.  Negli anni 1930 eseguì le musiche di molti film prodotti in Cecoslovacchia e i suoi concerti venivano regolarmente trasmessi dalla radio.  Uno dei primi promotori dell'orchestra fu il Dr. Václav Smetáček, che, nel 1942 divenne il direttore principale, posizione che mantenne per 30 anni.
L'orchestra è tradizionalmente conosciuta con l'acronimo FOK, che sta per Film-Opera-Koncert, riflettente il suo campo principale di attività. Quando la città di Praga, nel 1952, fece dell'orchestra il complesso dedicato all'esecuzione della musica sinfonica, mantenne l'acronimo, nonostante il nome dell'orchestra cambiò in Orchestra sinfonica della capitale Praga – FOK.
L'orchestra si esibita in maniera estesa in Europa, Giappone e Stati Uniti ed ha inciso per diverse etichette discografiche.  Dal 2006 il suo direttore principale è Jiří Kout.

## Direttori principali
- Václav Smetáček (1942–1972)
- Ladislav Slovák (1972–1976)
- Jindřich Rohan (1976–1977)
- Jiří Bělohlávek (1977–1989)
- Petr Altrichter (1990–1992)
- Martin Turnovský (1992–1995)
- Gaetano Delogu (1995–1998)
- Serge Baudo (2001–2006)
- Jiří Kout (2006–in attività)

## Contributi nel campo della musica rock
Dal 1995 l'orchestra è stata coinvolta in numerosi progetti tendenti a mischiare la musica rock con la musica classica:
- Lingua Mortis album di Rage nel 1996
- Lemuria e Sirius B album dei Therion nel 2004
- Gettysburg (1863) trilogia su The Glorious Burden album di Iced Earth nel 2004
- Alcuni canzoni, tra cui The Keeper's Trilogy, su Unarmed degli Helloween nel 2009